# Eynsham
Eynsham – wieś w Anglii, w hrabstwie Oxfordshire, w dystrykcie West Oxfordshire. Leży 9 km na zachód od Oksfordu i 92 km na zachód od Londynu. W 2001 miejscowość liczyła 4778 mieszkańców.